# Trichiodera bicarinata
Trichiodera bicarinata is een keversoort uit de familie bladsprietkevers (Scarabaeidae). De wetenschappelijke naam van de soort is voor het eerst geldig gepubliceerd in 1817 door Gyllenhal.